# Tomorrow (песня Kiss)
«Tomorrow» — песня группы Kiss, шестой трек их студийного альбома Unmasked (1980).
Кроме того, в ноябре того же 1980 года песня была издана отдельным синглом. В большинстве стран это был третий сингл с альбома (вслед за «Shandi» и «Talk to Me»), а в США второй (вслед за «Shandi»).
В «Горячую сотню» американского журнала «Билборд» (Billboard Hot 100) песня не вошла.

## Композиция
«Энциклопедия KISS» называет «Tomorrow» «ещё одним бескомпромиссно мастерским поп-номером с [альбома] Unmasked».
Авторы песни — музыкальный продюсер Вини Понсия и Пол Стэнли.
Лид-вокалист в этой песне — Пол Стэнли. Кроме того, Стэнли также играет в ней на бас-гитаре.
«Энциклопедия KISS» отмечает, что Пол Стэнли поёт эту песню с удовольствием и заметно, что чувствует себя в своей тарелке.
Энциклопедия также отмечает, что звучащие в песне «хлопки в ладоши придают ей весёлую атмосферу, атмосферу вечеринки».

## История создания
Как рассказывает всё та же «Энциклопедия KISS», «на стадии разработки это была более жёсткая гитарная [вещь] в стиле рок, но [потом] Понсия, — продюсер, [известный своей] любовью к клавишным, — сделал песню более лёгковесной».